# Arhopalus pinetorum
Arhopalus pinetorum é uma espécie de insetos coleópteros polífagos pertencente à família Cerambycidae.
A autoridade científica da espécie é Wollaston, tendo sido descrita no ano de 1863.
Trata-se de uma espécie presente no território português.